# Chiesa della Visitazione di Maria Vergine (Roccavione)
La chiesa della Visitazione di Maria Vergine è la parrocchiale di Roccavione, in provincia di Cuneo e diocesi di Cuneo-Fossano; fa parte della zona pastorale delle Valli Gesso e Vermenagna.

## Storia
La prima citazione dell'ecclesia Rochaguidonis risale al 1345, quando essa dipendeva dalla pieve di Cuneo ed era compresa nella diocesi di Asti.
Tra il 1764 e il 1765 la parrocchiale venne interessata da un intervento di ricostruzione in stile barocco; in quest'occasione fu realizzato anche l'originario altare maggiore, poi rifatto nel 1913.
Negli anni trenta del Novecento si procedette alla riedificazione della facciata in stile neorinascimentale.

## Descrizione

### Esterno
La facciata a salienti della chiesa, rivolta a sudovest, è suddivisa da una cornice marcapiano in due registri, entrambi scanditi da lesene; quello inferiore presenta al centro il portale d'ingresso, sormontato da una timpano triangolare, e ai lati due finestre rettangolari, mentre quello superiore, più stretto e affiancato da due volute, è caratterizzato da una finestra termale murata e coronato dal frontone.
Annesso alla parrocchiale è il campanile a base quadrata, suddiviso in più ordini da cornici; la cella presenta su ogni lato una monofora ed è coronata dalla guglia piramidale.

### Interno

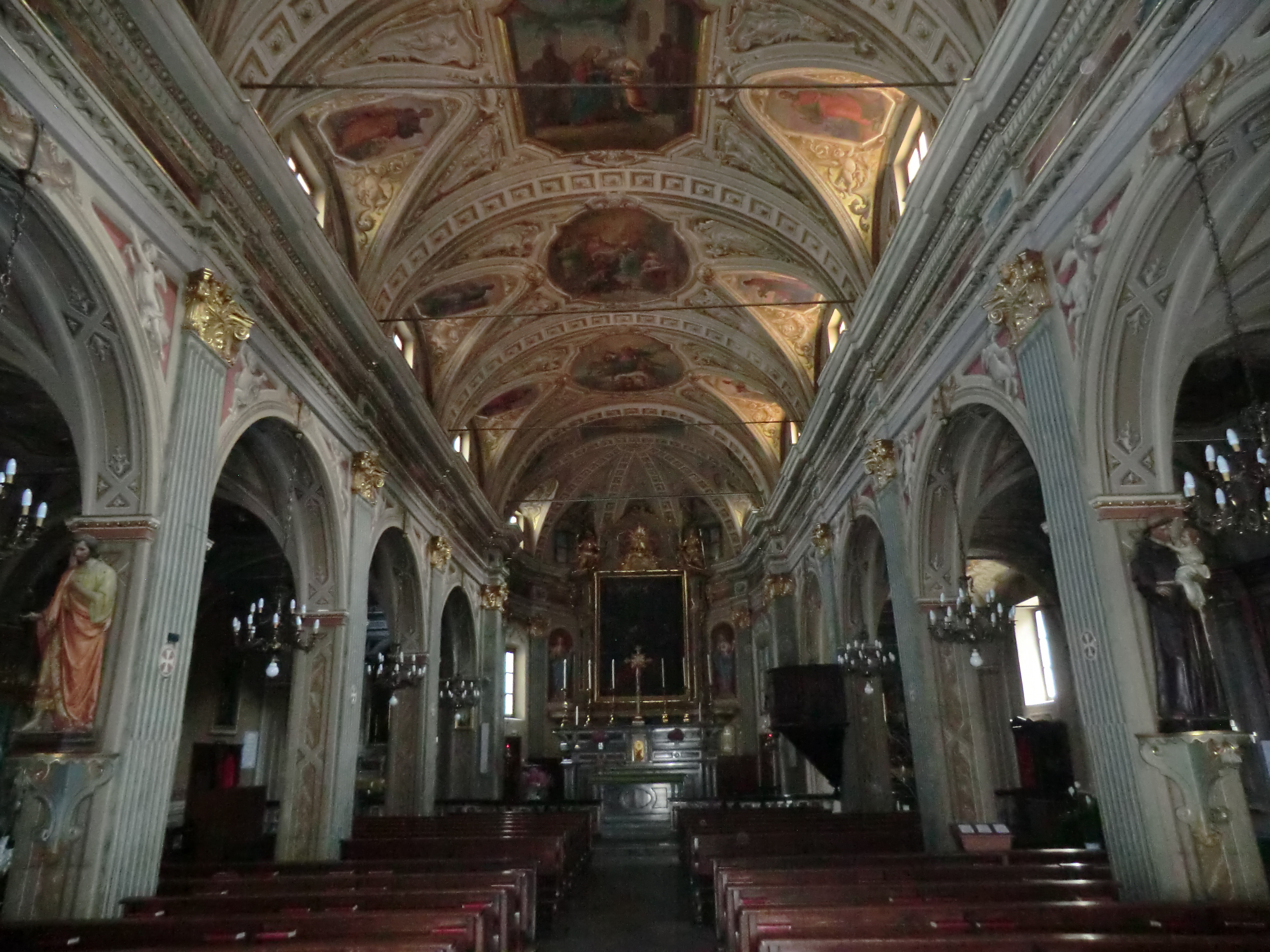
L'interno

L'interno dell'edificio è suddiviso in tre navate da pilastri, sorreggenti degli archi a tutto sesto e abbelliti da lesene scanalate d'ordine composito sopra i quali corre la trabeazione modanata e aggettante su cui si imposta la volta; al termine dell'aula si sviluppa il presbiterio, rialzato di due gradini, delimitato da balaustre e chiuso dall'abside semicircolare.
Qui sono conservate diverse opere di pregio, tra le quali il battistero, costruito ne 1564 e abbellito da stucchi, la pala con soggetto la Visitasione, risalente al Seicento, le decorazioni della navata centrale, eseguite da Giovanni Battista Arnaud sul finire del XIX secolo, e i tre altri laterali.